# Sebastian Franck
Sebastian Franck, latinul: Sebastianus Francus Woerdensis (1499, Donauwörth, Svábföld – 1542  vagy 1543, Bázel, Svájc) 16. századi német misztikus, radikális reformer, szabadgondolkodó, humanista, író, könyvnyomdász, történész és földrajztudós. 
Először katolikus papként dolgozott, majd csatlakozott a reformációhoz és lutheránus prédikátor lett. Később eltávolodott Luther nézeteitől is és a misztikus attitűdöt hangsúlyozta a dogmatikus hit helyett; folytatta Eckhart panteizmusának hagyományát.
1528 vége előtt otthagyta lelkipásztori hivatását  és egyre inkább a radikális reformcsoportokhoz közeledett. Élete hátralévő részében népszerű íróként, nyomdászként és egy ideig szappangyártóként kereste megélhetését. Egyik helyről a másikra vándorolt a családjával, mivel több városból is kitiltották a szokatlan írásai miatt. Egy ideig Nürnbergben élt, ahol közzétette első írásait, majd 1529-ben Strasbourgban, amely akkor liberális vallási légköréről volt ismert és a radikális reformátorok találkozóhelyeként.
Írásaiban ő is radikális reformátori és tekintélykritikus magatartást tanúsított. Strasbourgban világkrónikát adott ki, amelyben könyörtelenül bírálta az egyházi és világi hatóságokat, ami rövid börtönbüntetést követően a városból való kiűzéséhez vezetett.
Ulmban, ahol 1535-től nyomdát vezetett, ahol "eretnekséggel" vádolták és arra kényszerítették, hogy távozzon a városból.
1539-ben feleségével, tíz gyermekével és nyomdájával Bázelbe költözött, ahol élete utolsó éveiben íróként és nyomdászként folytatta munkáját.
Nézetei a teológia és filozófia keverékét mutatják.
Kombinálta a humanista szabadság iránti szenvedélyét a misztika iránti odaadásával. Úgy vélte, hogy a Biblia tele van ellentmondásokkal, és a dogmatikus ellentmondásokat is értelmetlennek tartotta. A Das verbütschierte mit 7 Siegeln verschlossene Buch című művében (1539) szándékosan egymás mellé helyezte az ellentmondásos Szentírás-részeket.